# Født til filmen
Født til filmen er en dansk portrætfilm fra 2015 instrueret af Linda Wendel.

## Handling
Filmen handler om den danske skuespiller Stine Bierlichs (1967-2007) liv, karriere og skæbne. Alle ville have barnetalentet Stine Bierlich med i deres film. Stedfaderen Jørgen Leth, Jon Bang Carlsen og Anders Refn elskede hendes naturlige nærvær og ageren, som brændte igennem på lærredet. Men hvilke konsekvenser har det for et ungt menneske at blive kendt og feteret allerede som barn? Hvad sker der, når kameraet slukkes?

## Medvirkende
- Stine Bierlich
- Ann Bierlich
- Jørgen Leth
- Asger Leth
- Anders Refn
- Jon Bang Carlsen
- Pelle Koppel
- Simon Bang
- Niels Gråbøl
- Linda Wendel